# Glenea ochreovittata
Glenea ochreovittata är en skalbaggsart som beskrevs av Stefan von Breuning 1950. Glenea ochreovittata ingår i släktet Glenea och familjen långhorningar.
Artens utbredningsområde är Sarawak. Inga underarter finns listade i Catalogue of Life.